# Mata Cabestro
Mata Cabestro är en ort i Mexiko.   Den ligger i kommunen Tlalixcoyan och delstaten Veracruz, i den sydöstra delen av landet, 300 km öster om huvudstaden Mexico City. Mata Cabestro ligger 36 meter över havet och antalet invånare är 548.
Terrängen runt Mata Cabestro är platt. Runt Mata Cabestro är det ganska glesbefolkat, med 43 invånare per kvadratkilometer. Närmaste större samhälle är Tlalixcoyan, 12,5 km söder om Mata Cabestro. Trakten runt Mata Cabestro består till största delen av jordbruksmark.